# Старо царство
Старото царство е период от историята на Древен Египет, който се простира от около 2686 до 2181 година пр.н.е. и включва 4 династии:
- III династия (от 2675 до 2525 година пр.н.е.)
- IV династия (от 2525 до 2500 година пр.н.е.)
- V династия (от 2500 до 2350 година пр.н.е.)
- VI династия (от 2350 до 2170 година пр.н.е.)

Това е епохата на първите египетски пирамиди. Първа е построена стъпаловидната пирамида в Сакара на Джосер (или Зосер), а по-късно и трите пирамиди на платото Гиза (пирамидите на Хеопс, Хефрен и Микерин).
През този период значително се увеличава територията на страната, след завладяването на Синай около 2650 година пр.н.е. от Джосер (или Зосер) и завладяването на Нубия от Пиопи I през 2300 пр.н.е.
Знатните семейства се погребват в мастаби, в които се забелязва изкуство от Новото царство. Столицата е в град Мемфис, а властващите богове са Птах и богът слънце Ре (или Ра). Фараоните често се идентифицират с Ре (или Ра) заради ежедневната му битка с разрушителните сили на нощта. Царете от този период са погребвани най-често в Мемфиския некропол.
През VI династия се забелязва увеличаване на властта на номарсите и местни владетели, за сметка на фараонската власт (Фараон по това време е Пиопи II. Нашествието на азиатски народ в делтата на река Нил слага края на Старото царство.

## Царе и царици
- Джосер (или Зосер)
- Снефру
- Хуфу (или Хеопс)
- Хардедеф (Джедафр)
- Хефрен
- Микерин
- Шепшескаф
- Унис
- Пиопи
- Нитокрис

| Портал | Портал „Африка“ съдържа още много статии, свързани с Африка. Можете да се включите към Уикипроект „Африка“. |